# 小野川温泉
小野川温泉（おのがわおんせん）は、山形県米沢市小野川町（旧国出羽国、明治以降は羽前国）に湧出してきた温泉である。米沢八湯の1つに数えられ、複数の温泉旅館が「温泉米沢八湯会」に加盟している。温泉街は米沢の市街地から近く「米沢の奥座敷」と呼ばれている。地元以外には知名度の低い温泉地だったが、小野小町に由来すると言われる美人湯を核に、温泉街の活性化が試みられている。

## 泉質
- 含硫黄-ナトリウム・カルシウム-塩化物泉

以前使用していた源泉は、ラジウムの含有量が多かったものの、新しい源泉はラジウムが少ない。一方で、メタケイ酸の含有量が多く、美人の湯として化粧水が販売されている。
4号源泉は、80 ℃の高温泉であり、pHは中性に近い。これに対して、2008年12月に掘削した5号源泉は、湯温が35 ℃と低い。それまで使用していた4号源泉は80 ℃と高温だったため、浴槽において入浴に適した温度に管理するために、入浴施設では、加水したり、熱交換器を利用したりして、浴用に利用する温泉の温度を下げていた。しかし、源泉の温度が35 ℃度の5号源泉と併用する方法により、温度管理も容易になった。また、4号源泉と5号源泉を混合した状態の源泉100 %かけ流しの浴槽も増えた。
なお、5号源泉の供用が開始されてから後も、4号源泉のみを提供する施設も何箇所か存在する。4号源泉のみの湯船と、4号源泉と5号源泉と併用した湯船を比較すると、4号源泉のみを提供しているケースが温泉成分が濃いと言われている。

## 温泉街
小野川温泉の温泉街は、米沢市の中心市街地から見て、南西方向に山を隔てた場所に位置する。このため、米沢市の市街地から直線的には向かえないものの、道程で見ても10 km程度である。温泉街には「尼湯」と「滝湯」と呼ばれる2つの共同浴場が存在する。また、温泉街の外れには、ホタル公園が整備されており、ここには有料の露天風呂が存在する。さらに、足湯や飲泉所も設けられており、これらの近辺では、無料で利用可能な公衆無線LANも設置されており、その利用可能エリアは温泉街全体へ広がりつつある。2021年現在、温泉街では「夢ぐり手形」と呼ばれる温泉手形を発行しており、これを購入すると、各宿の浴場への入浴が可能である。なお、この温泉手形は、2020年からは、スマートフォンでQRコードを読み込む非接触型に、
改められた。
また、温泉街の中心に位置する尼湯の後方にある高台には、小野小町が祀ったとされる薬師如来像（秘仏）を安置した薬師堂が建っている。なお、小野小町が休んだとの言い伝えが残る「小町の休み石」の案内看板の掛け替え費用を募るために、クラウドファンディングを実施した結果、目標額を大きく上回る支援を集め、2020年9月に看板と、薬師堂の絵馬掛けが設置された。この他に、小野川温泉を眼下に望む位置には、湯殿山由来の甲子大黒天を祀る甲子大黒天本山が有る。
この付近は、冬期には積雪が見られる地域であり、温泉街の南東には、冬季に小野川温泉スキー場が営業する。なお、温泉を熱源、雪を冷熱源として活用した施設として、2015年11月には、小野川源泉協同組合と山形大学、アネスト岩田との共同で、温泉の熱を活用した温泉熱発電施設が竣工し、運転を開始した。低沸点の熱媒体を使用したバイナリーサイクルと呼ばれる発電方式で、蒸気の冷却には雪が活用されており、2015年から約10年間の実証実験が予定されている。

## アクセス
公共交通機関を利用する場合は、米沢駅より山交バスの小野川温泉行きで約30分間で、小野川温泉の温泉街へ行ける。ただし、小野川温泉の鉄道の最寄り駅は西米沢駅である。

## 催し物
毎年6月から7月には温泉街で「ほたる祭り」が開催され、大勢の人で賑わう。ほたる祭りの期間の前半はゲンジボタル、後半はヘイケボタルが観賞できる。
温泉街の北西に位置する小野川郵便局近くの水田では田んぼアートが行われ、生育期から稲刈りの時期にかけて丘の上の展望台から眺められる。第1回の2006年は小野小町で、以降戦国武将などが描かれた。
2021年4月からは、NECの空間音響MR技術を採用した専用端末による、謎解き要素を有したサウンドアトラクション「魔法のイヤホン」がサービスを開始した。

## 歴史
小野川温泉の開湯は、836年（承和3年）との伝説が残っている。それによれば、小野小町が父の行方を訪ねて京都から東北に向かう途中に、病に倒れた際に偶然発見したされる。温泉名もこれに由来する。
戦国時代には、1589年（天正17年）伊達政宗が湯治したと伝えられている。また、政宗の父の伊達輝宗も、この温泉地に定宿を持っていた。
米沢市郊外に位置し、地元以外では知名度が低かったが、旅館の若手が中心となり地域がまとまり、湯めぐりなどのシステムの導入、「そぞろ歩きお休み処」の整備を図った。さらに、東日本旅客鉄道や大手旅行代理店とのタイアップにより旅行商品の造成に漕ぎつけた。なお、一連の活性化運動は黒川温泉の影響が大きく、黒川と似たような立地、経済条件だったため、それに倣って再興策が進められた。

## 温泉に関係したキャラクター

### にゃん小町
にゃん小町と言う、小野小町と招き猫をモティーフとして、岡野亜記がデザインした温泉街のマスコットキャラクターが存在する。

### 小野川小町
2019年に温泉街有志の働きかけにより、株式会社エンバウンドが展開する温泉むすめのキャラクター「小野川小町」が誕生した。動物好きで、よく猫を愛でたりホタルの鑑賞をする自然派という設定を有する。小野川小町には、声が当てられており、その声を担当する声優の村上奈津実と共に、米沢市の「おしょうしな観光大使」に就任している。既述の通り、小野川温泉の付近では、2006年から田んぼアートが実施されており、2021年には「小野川小町」が描かれた。

## 写真集

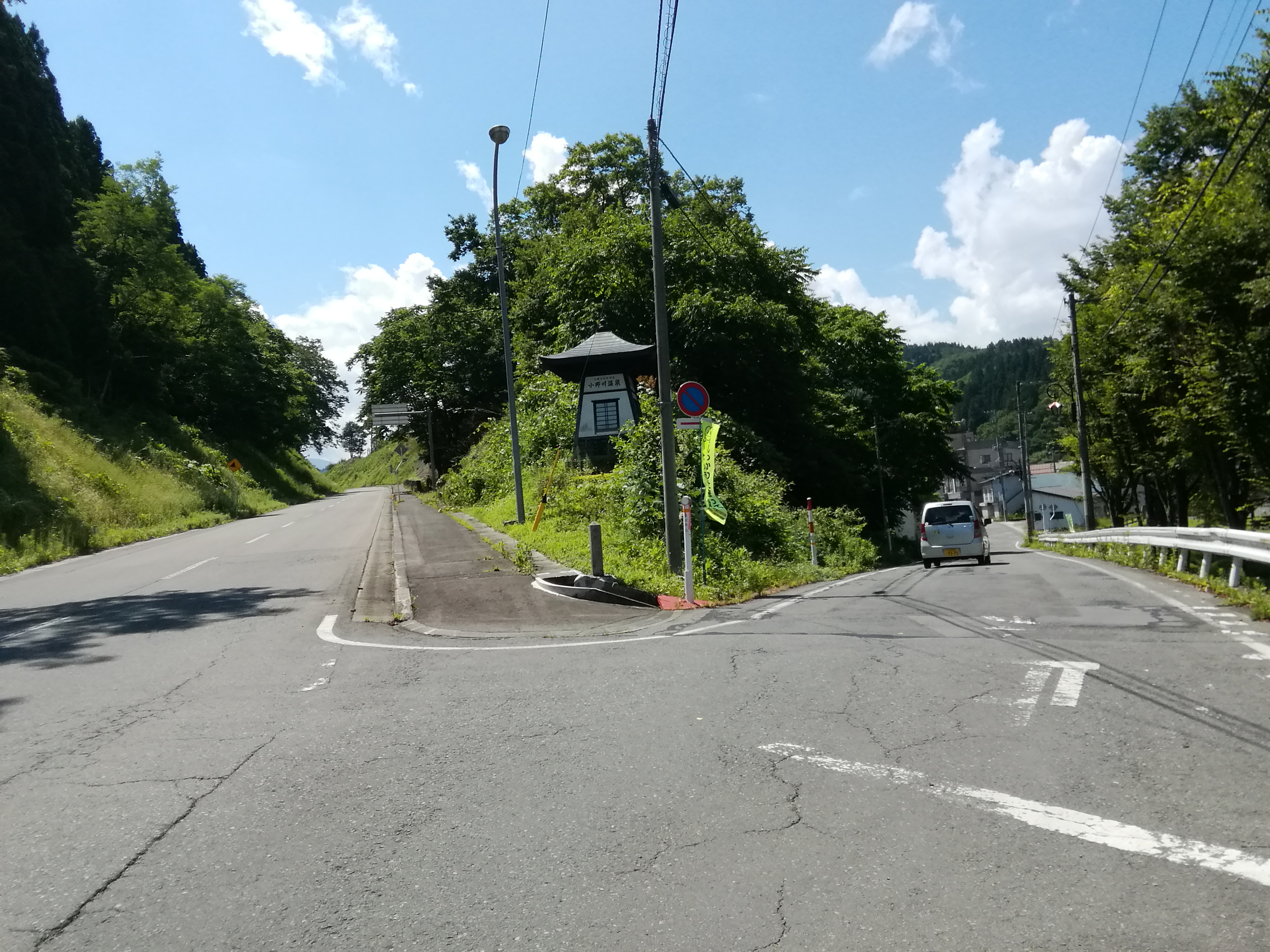
県道234号を右に入ると温泉街に通じる。
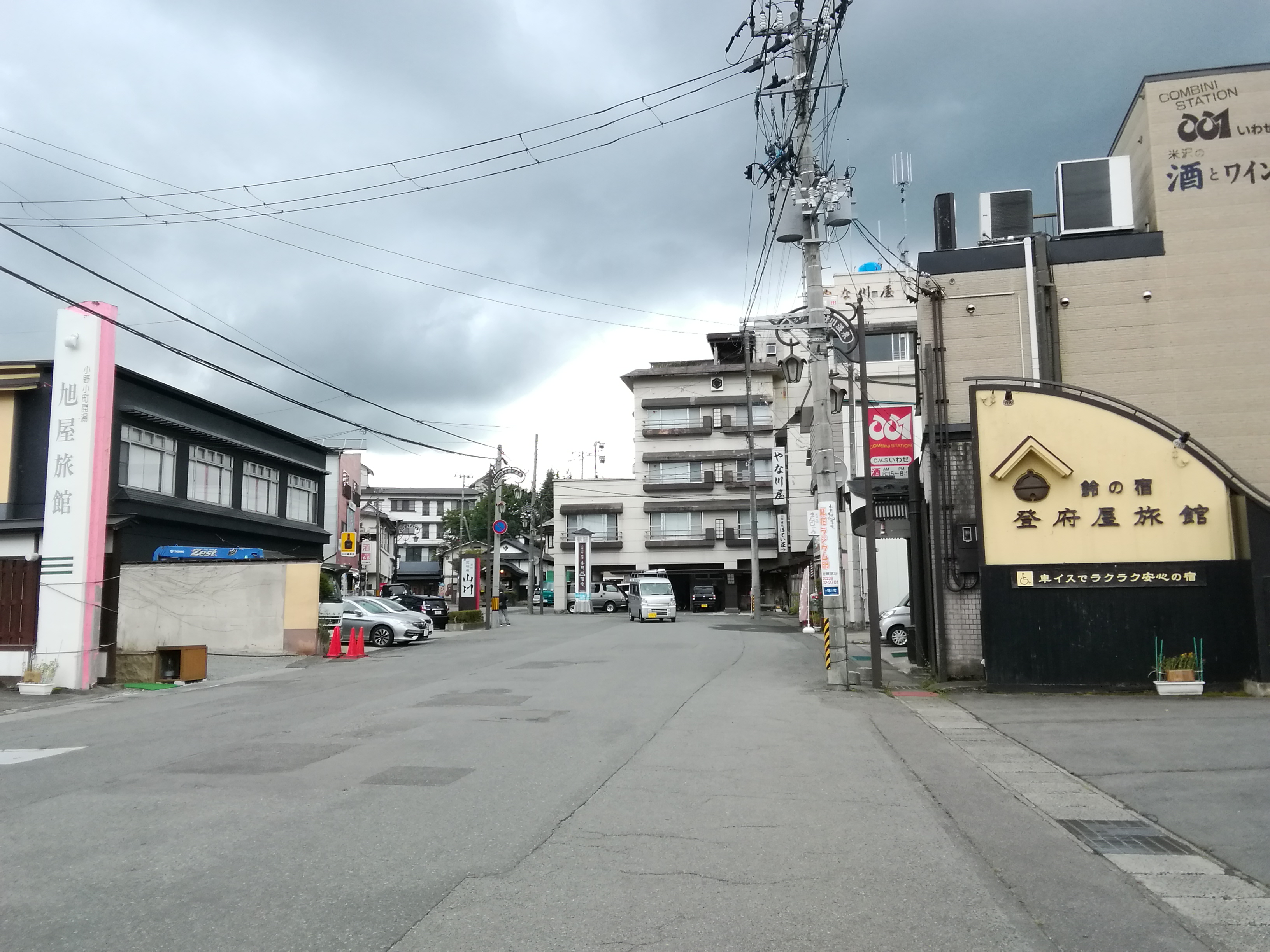
旅館や土産物店が立ち並ぶ、温泉街の中心部。
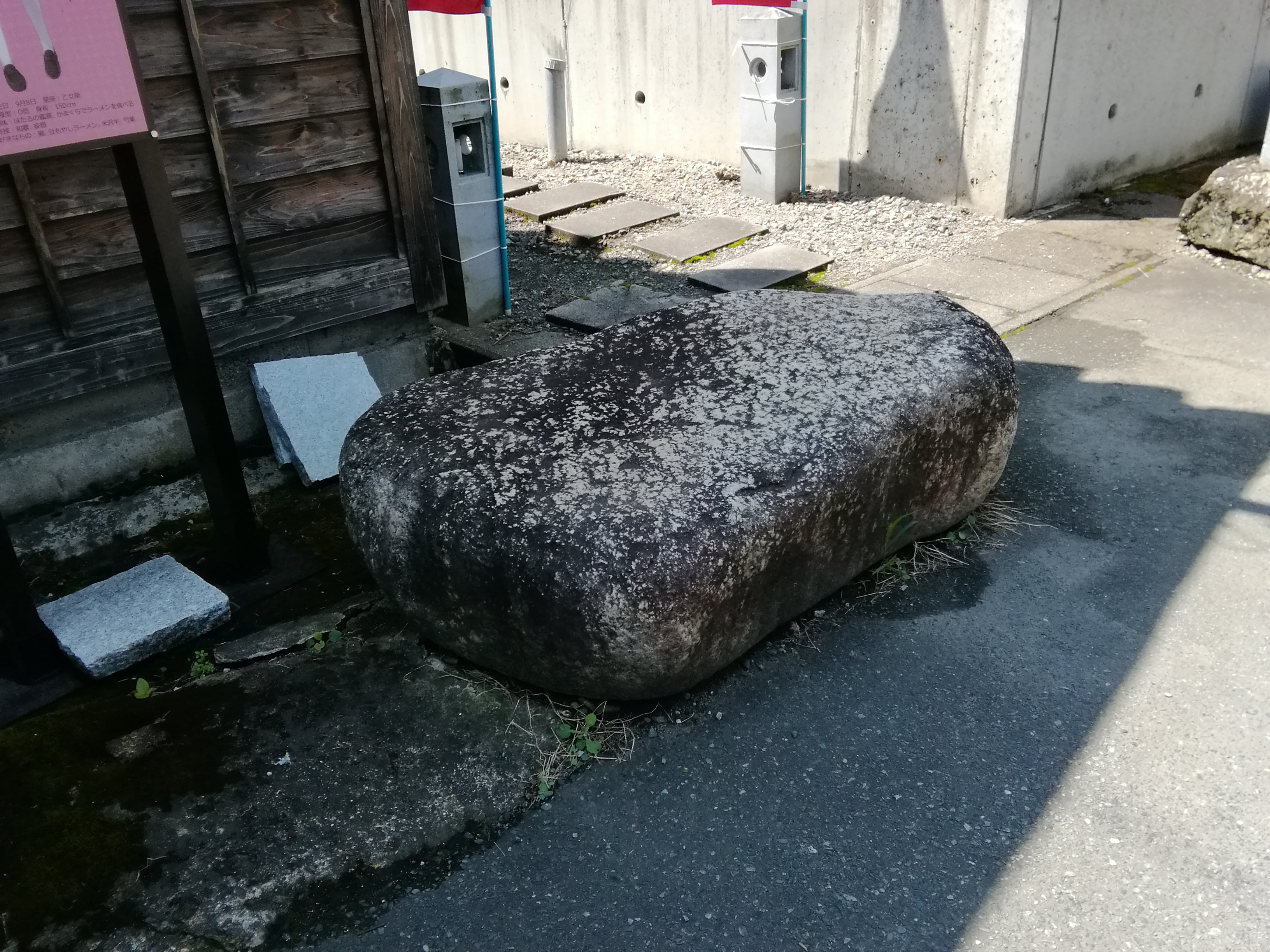
「小町の休み石」
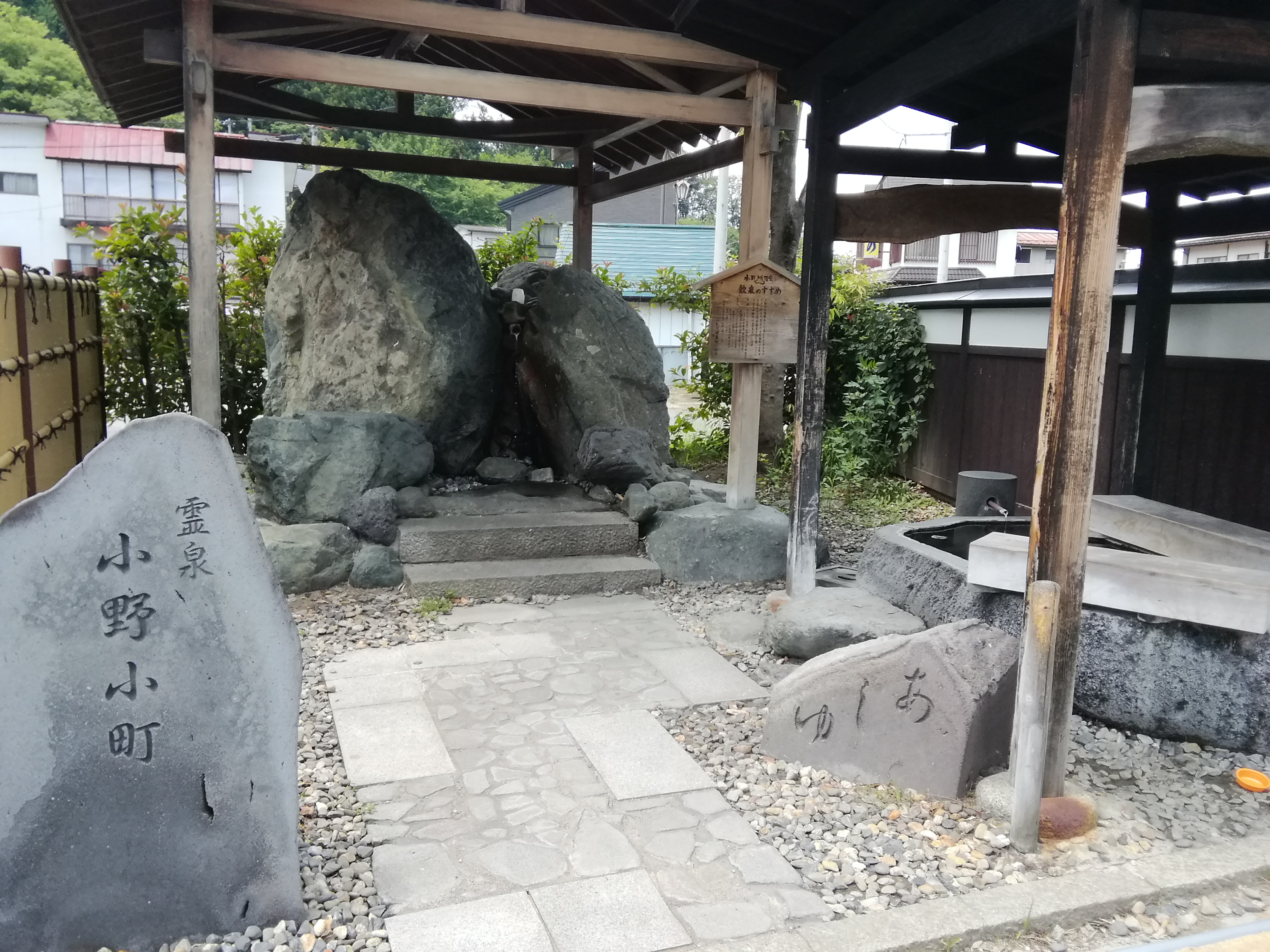
足湯と飲泉場
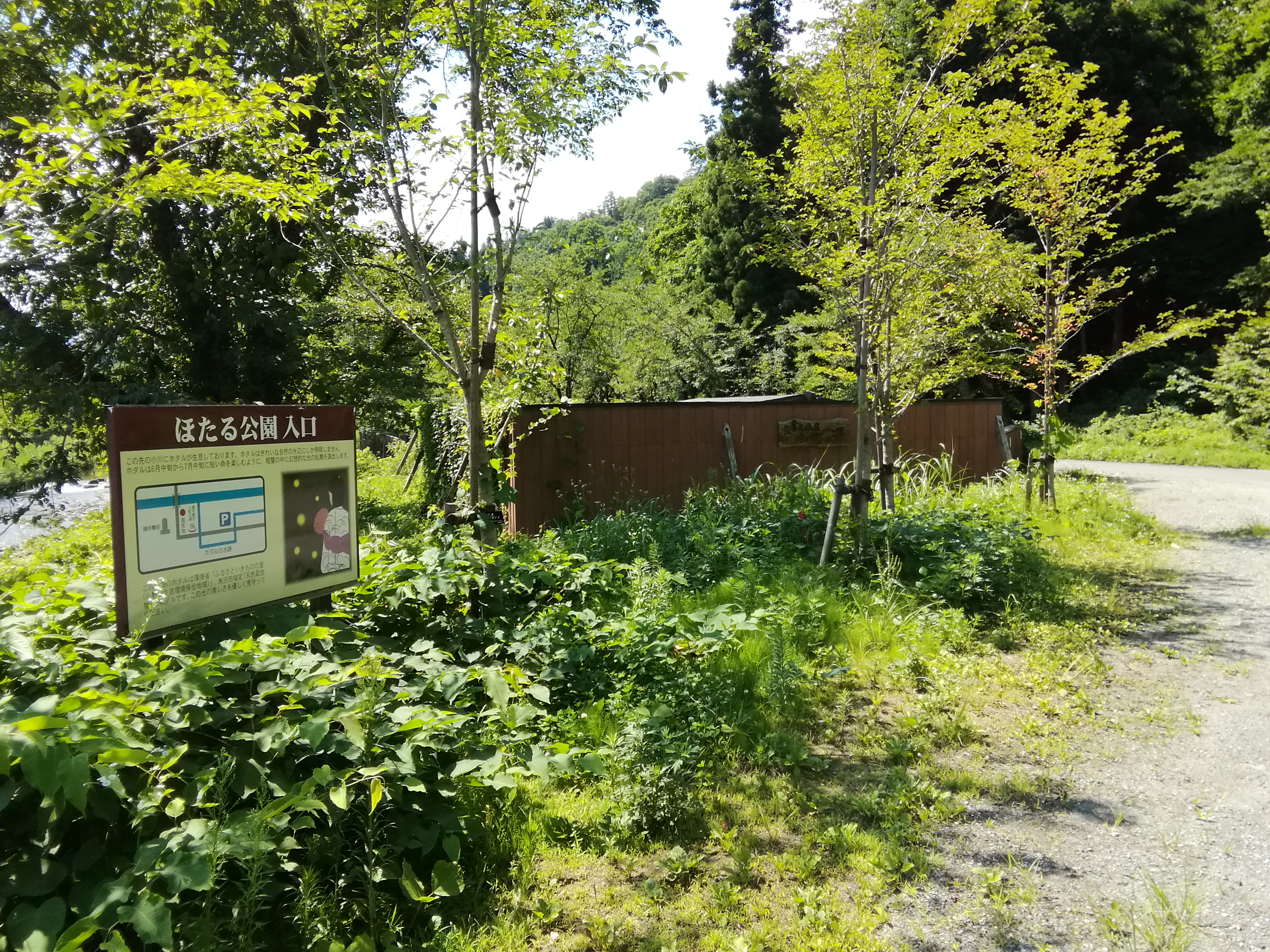
大樽川沿いに整備されたホタル公園。園内には露天風呂「小町の湯」も設けられている。
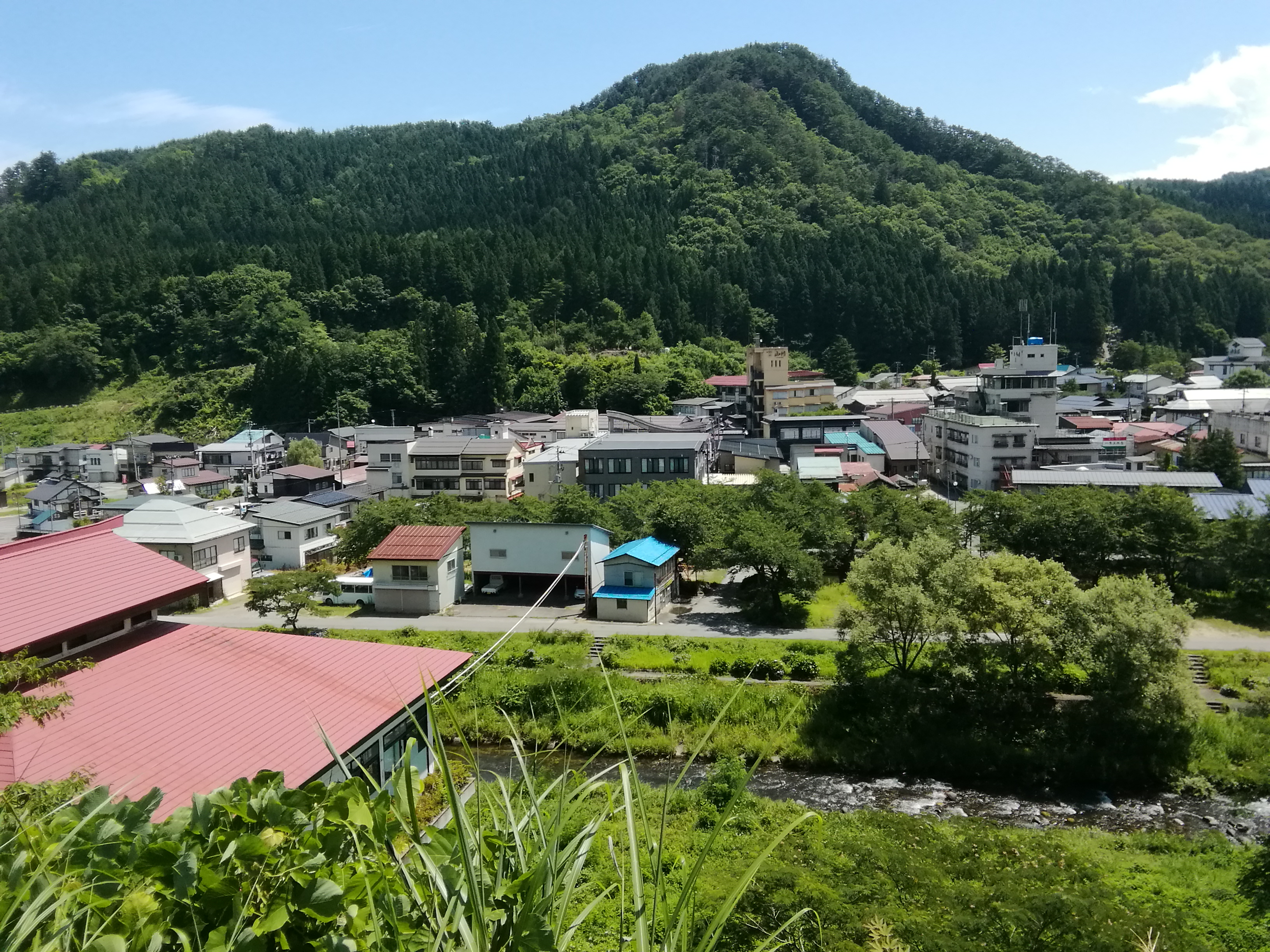
甲子大黒天本山の丘から眺める、小野川温泉街。
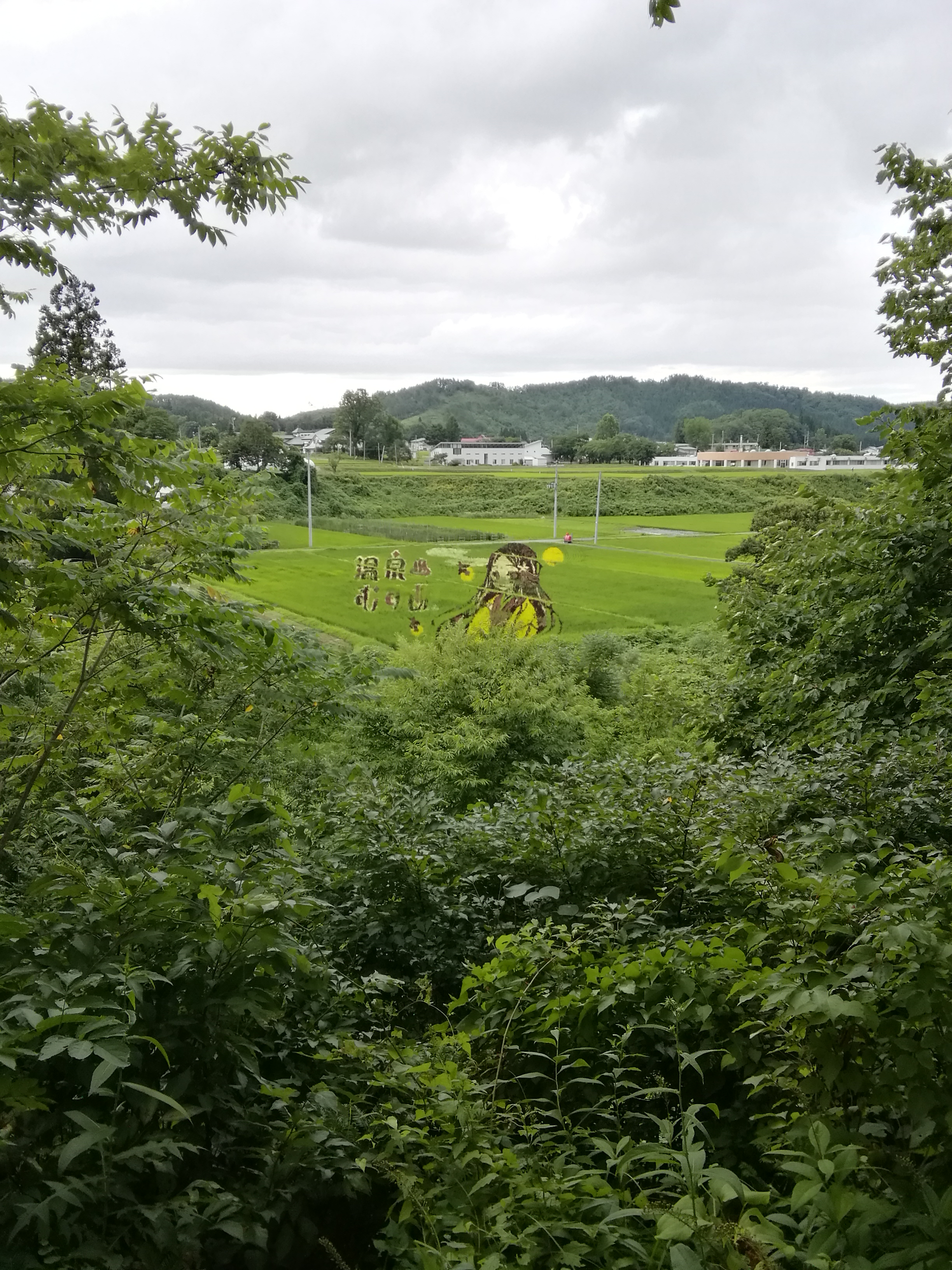
田んぼアート。2021年は温泉むすめの「小野川小町」が描かれた。
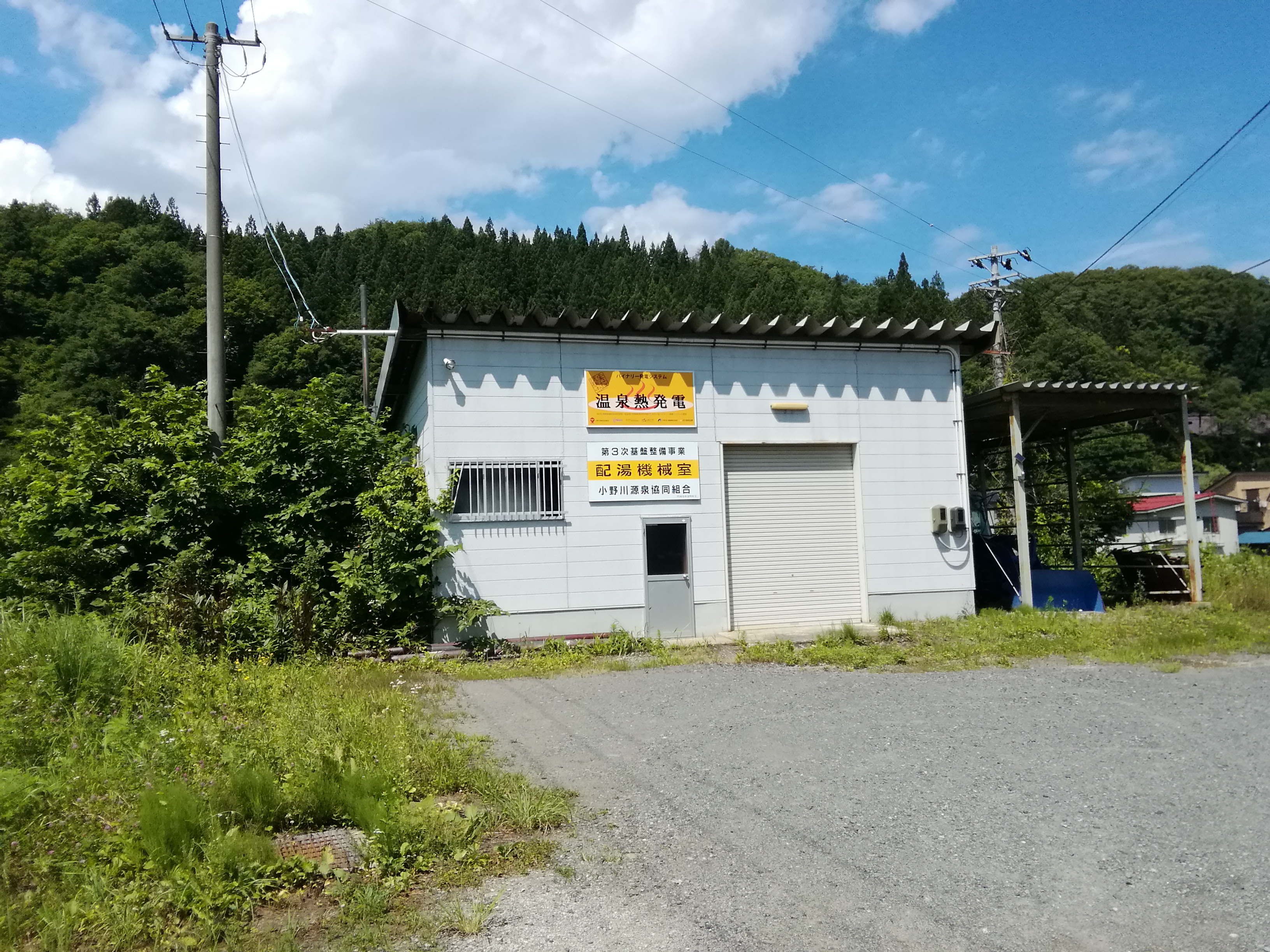
温泉熱発電プラントの外観。
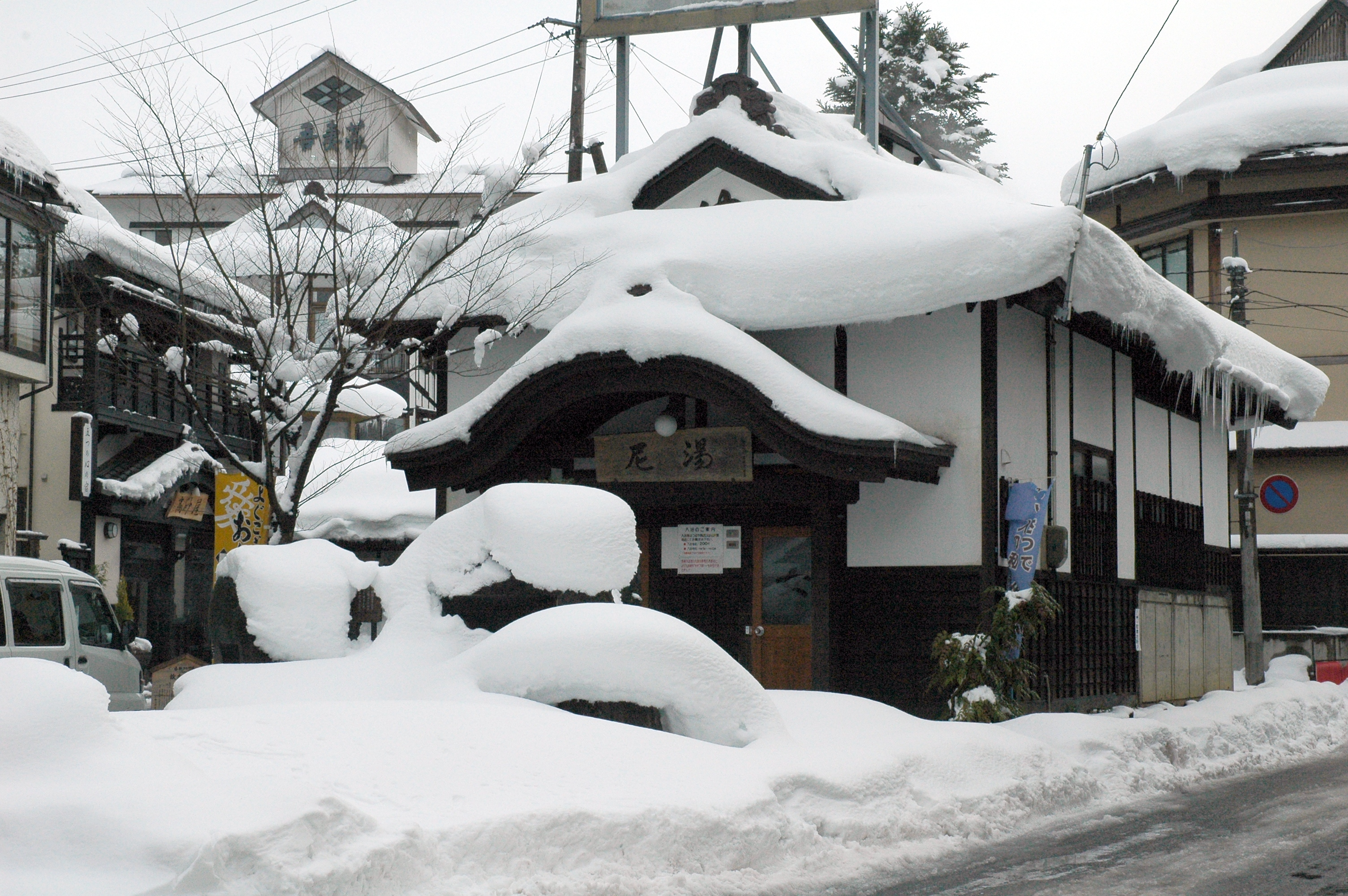
尼湯の雪景色。